# چونگ‌ها
کیم چونگ-ها (به کره‌ای: 김청하؛ زادهٔ ۹ فوریهٔ ۱۹۹۶) که با نام هنری چونگ‌ها (به انگلیسی: Chungha) شناخته می‌شود، یک خواننده، رقصنده، ترانه‌سرا و طراح رقص کره‌ای است. نام اصلی او کیم چان-می می‌باشد.
او عضو گروه آی.او.آی بود. پس از منحل شدن این گروه در سال ۲۰۱۷، چانگ‌ها با انتشار آلبوم چندآهنگهٔ « Hands on Me»، به‌عنوان تک‌خوان (متداول تحت عنوان سولوییست) به فعالیت خود ادامه داد.